# Marisol Ayuso
Marisol Ayuso (* 19. Mai 1943 in Madrid) ist eine spanische Theater-, Fernseh- und Filmschauspielerin.

## Leben
Sie ist Tochter des Schauspielers Pedro Pablo Ayuso und der Adligen Soledad Domingues y Giraldes. Als Jugendliche trat sie als Tänzerin im Theater Maravillas auf. In den 1960er und 1970er Jahren agierte sie hauptsächlich  am Theater, zusammen mit   Schauspielerinnen wie Pilar Bardem, María Luisa Merlo, Amparo Baró und Lina Morgan. Einem größeren Publikum wurde sie seit 2005 in der Fernsehserie Aida mit der Rolle der Dona Eugenia bekannt.

## Filmografie (Auswahl)

### Filme
- 1960: Aventuras de Don Quijote
- 1961: Die Liebe ist ein seltsames Spiel (Cariño mío)
- 1962: Todos eran culpables
- 1962: Vampiresas 1931
- 1964: El pecador y la bruja
- 1967: Operación cabaretera
- 1967: Die Hexe ohne Besen (Una bruja sin escoba)
- 1968: ¡Cómo está el servicio!
- 1968: Objetivo: bi-ki-ni
- 1968: Llaman de Jamaica, Mr. Ward
- 1969: Verano 70
- 1969: Cuatro noches de boda
- 1969: Mi marido y sus complejos
- 1970: La tonta del bote
- 1970: Yo soy una bellaca
- 1971: Aunque la hormona se vista de seda…
- 1971: Siete minutos para morir
- 1973: Lo verde empieza en los Pirineos
- 1975: Cómo matar a papá… sin hacerle daño
- 1977: Ésta que lo es…
- 1982: Loca por el circo
- 1987: Esto es un atraco
- 1987: Desmadre matrimonial
- 1998: La hora de los valientes

### Fernsehserien
- 1967: Estudio 1
- 1992: Fin de año con Lina Morgan
- 1993: Celeste… no es un color
- 1996: Hostal Royal Manzanares
- 2005: Don Juan en Alcalá 2005
- 2005: Aída